# 비밀전대 고레인저
《비밀전대 고레인저》(秘密戦隊ゴレンジャー 히미쓰센타이 고렌자[*], 비밀전대 고렌쟈)는 일본 토에이가 제작한 특촬 드라마로, 슈퍼 전대 시리즈의 첫 번째 작품이다. 일본에서 1975년 4월 5일부터 1977년 3월 26일까지 TV 아사히(당시, NET)에서 방영되었다.

## 배경
《비밀전대 고레인저》는 세계 정복을 계획하며 국제적으로 암약하는 집단인 흑십자군(黒十字軍 쿠로주지군[*])에 대항하기 위하여, 유엔이 "이글"(EAGLE, イーグル 이구루[*])이라는 국제적 평화 조직의 비밀 방위 기구를 설립한 데서 시작된다. 이글은 스위스 제네바에 본부를 두고 세계를 10개의 구역으로 나누어 흑십자군과 곳곳에서 싸워왔다. 그러나 어느 날 흑십자군은 일본 구역을 목표로 총공격을 가하여, 이글의 일본 각 지부(홋카이도·도호쿠·간토·간사이·규슈)는 궤멸당하고 말았다.
일본 구역의 최고 지휘관인 에도가와 곤파치(江戸川 権八)는 각 지부에서 1명씩 기적적으로 살아남은 다섯 명의 대원들을 신주쿠의 비밀 기지로 불러들여, 흑십자군을 섬멸하기 위한 특수 부대 비밀전대 고레인저를 창설했다.

## 개요

### 고레인저의 탄생 배경
NET(현 TV 아사히)에서는 이 작품 방영 이전에 토요일 저녁 7시 반부터 마이니치 방송이 제작하는 인기 프로그램 《가면라이더 아마존》을 방영하고 있었다. 그러나 1975년 4월 1일부터 가면라이더 시리즈가 TBS 계열로 이동하면서 관동지구의 NET은 그 시간에 방송할 프로그램이 없어지고 말았다.
《가면라이더 X》가 시도한 ‘메카닉 히어로’와 《가면라이더 아마존》에서 회귀한 ‘본격 괴기 액션 드라마’ 노선은 성공했다고 볼 수는 없었지만 도에이로서는 가면라이더 시리즈라는 확실한 카드를 타방송사에 넘겨주는 것은 매우 중차대한 일이었으며 NET의 일명 ‘도에이 히어로 타임’을 메울 프로그램의 기획이 절실해졌다. 거기서 와타나베 요시노리(渡邊 亮徳) 당시 TV과 과장은 《가면라이더 스트롱거》 기획단계 당시 마이니치 방송에 제안했다가 거절당한 콘셉트인 ‘《미션 임파서블》을 참조한 복수의 전문가가 모인 히어로 팀’이라는 설정의 일명 ‘5인 라이더’의 기획안에 재착수, 이것을 신작으로 내세우기로 한다.
NET과 도에이는 이시노모리 쇼타로(石森 章太郎)를 원작자로 결정하였다. 이시노모리는 ‘5인 히어로 집단’이라는 설정인 점에서 복잡한 디자인은 피하고 한눈에 알 법한 심플한 영웅상으로 설정하기로 했다. 또한 1960년대 후반이후로 컬러 TV 시대가 도래함을 반영하여 전년도에 방영된 도에이 작품인 《가면라이더 아마존》처럼 ‘색’으로 개성을 강조하기로 했다. 이리하여 다섯 색깔의 집단 히어로 ‘고레인저’가 탄생하게 되었고, 이전 NET 작품에서 실적이 있는 스태프들이 이를 담당하였고 현장제작은 도에이 이쿠다 스튜디오(東映生田スタジオ)가 담당했다.
아사히 방송에서는 이 작품이 토요일 18시에 방영되었으며, 마이니치 방송에서의 《가면라이더 스트롱거》는 관동권과 같이 19시에 방영되었기 때문에 관서 지방에서는 이 작품이 가면라이더 시리즈보다 먼저 방영되는 형태가 되었다.

### 제목 정하기
기획단계의 제목은 와타나베 요시노리(渡邊 亮徳)와 히라야마 도오루(平山 亨)로 이루어진 도에이 팀, 그리고 이시노모리 쇼타로(石森 章太郎)와 가토 노보루(加藤昇) 매니저로 이루어진 이시노모리 프로덕션 스태프와의 토론을 통해 탄생했다. 제목 끝에 ‘레인저’(ranger, レンジャー 렌자[*])를 넣는 것까지는 결정이 된 상태였으나, 앞에 붙일 말을 정하지 못해 난항을 겪고 있었다.
당초 제목안은 ‘레드·1’이었으며, 각 멤버 이름 또한 ‘레드마스크’ 등의 가칭을 쓰고 있었다. 그리고 그 후에 나온 안이 ‘파이브레인저’였으며, 멤버 명칭을 ‘레드 레인저’로 한다는 것 등이었다.
그러나 와타나베가 이 ‘파이브레인저’란 명칭은 너무 뻔하다며 바꾸라고 했다. 다음에 내놓은 ‘가츠레인저’도 그의 마음에 들지 못했고, 마지막으로 ‘5인(5人 고닌[*])레인저’를 내놓았는데 여기서 인(人)을 뺀 ‘5(고)레인저’가 와타나베의 OK사인을 얻어 이를 가타가나로 고친 ‘고레인저’(ゴレンジャー)가 최종 제목으로 결정되었다.
이에 따라 멤버명도 와타나베의 지시에 따라 일본어로 정해졌다. 멤버 ‘모모 레인저’의 경우 와타나베가 핑크 레인저일 시 어린이 대상 프로그램에서는 자극적 일 수 있다 하여 ‘복숭아’라는 의미의 모모와 여성의 대퇴부를 가리키는 ‘모모’의 의미를 동시 겨냥해 ‘약간 불량하고 좋다’며 모모 레인저로 결정하였다.
또한 ‘비밀전대’라는 명칭은 작품 제목에만 쓰였을 뿐 극중에서는 한번도 언급되지 않았다.

### 특색
변신 히어로 작품에 ‘전대’라는 요소 도입과 5명의 히어로(1명은 히로인)가 처음부터 모두 등장한다는 점이 어린이층의 큰 인기를 얻어 결과적으로는 최고 시청률 25%, 방영 회차는 84화까지 연장되어 방영되는 기록을 세우고 만다. 방송기간 2년은 재방송기간을 합쳐도 슈퍼 전대 시리즈에서 최장기록이며 지금까지 이 기록은 깨지지 않았다. 인기요인은 작품 제1화 시점에서 5명의 캐릭터를 명확히 한 점, 격한 스파이 액션과 개그, 다음화 예고에서 사용된 수수께끼 기법 등 여러 가지 요소를 사용한 점을 들 수 있다. 이후 시리즈의 정석이 된 원색의 대원 색깔의 호칭은 전 시리즈에서 유일하게 ‘아카’, ‘모모’ 등 일본어로 되어있다. 그 외에도 이러한 전대의 특성은 이 애니메이션과 비슷한 시기에 방송되던 도에이의 애니메이션 콤바트라 V라던가 콤바트라 V의 후속격인 초전자로보 볼테스 V에서도 차용 한 것을 볼 수 있다.
또한 집단 변신 히어로물은 실사로는 이 작품이 처음이다. 애니메이션에서의 선배격인 《독수리 오형제》의 열혈 리더, 쿨한 서브리더, 호쾌한 비만형 3인자 남성, 홍일점, 그리고 막내 남자아이로 이루어진 멤버구성은 이 작품에도 도저히 우연의 일치라고는 할 수 없을 정도로 똑같이 그대로 사용되고 있다.
지금이야 슈퍼 전대 시리즈의 제1작 대우를 받고 있기는 하지만, 원래 시리즈화할 요량으로 기획한 것이 아니다. 또한 이 작품과 차기작 《재커 전격대》의 원작자는 이시노모리 쇼타로였기 때문에 《배틀 피버 J》이후의 도에이 원작 작품과는 따로 취급되던 시기도 있었다. 《고속전대 터보레인저》(제13대)에서는 선배 전대들이 전부 등장했던 제1화 〈10 대(大)전대 집합, 부탁한다! 터보레인저〉에서는 《비밀전대 고레인저》와 《재커 전격대》는 나오지 않으며 《배틀 피버 J》부터 10개 전대만 등장한다. 해석이야 어떻든 색깔 마스크와 수트를 장착한 집단변신 액션 등 오늘날까지 이어지고 있는 설정을 같이하고 있는 것은 매우 확실하기 때문에 현재는 다른 부류로 분류하는 경우는 적다. 이러한 특성은 후에 일본 특수촬영물이나 로봇 애니메이션에도 많은 영향을 끼쳤다.
주제가 싱글 레코드는 프로그램의 흥행에 힘입어 밀리언 셀러를 기록하고 42만장이라는 판매고를 올린다.
‘작품과 적 괴물을 코믹하게 연출’한다는 콘셉트는 이 작품에서 미술 전반을 담당한 익스 프로덕션 관계자가 기획회의에서 이시노모리에게 ‘무대 쇼에서 볼 법한, 코믹하고 즐거운 느낌으로 하죠’라는 제안으로 도입되었다. 시청률은 20%를 넘는 지경에 이르렀고 프로듀서인 요시카와 스스무(吉川 進)가 팬들의 방문을 받았을 정도로 폭넓은 지지를 받은 이 작품은 무려 2년간 롱런하게 되었다.
이 다음에 이어지는 9개 전대의 메인 작가로 활약하게 되는 소다 히로히사(曽田 博久)는 이 작품에 서브 작가로 참여하였으며, 그는 이후 1996년작인 《격주전대 카레인저》까지 장장 20년동안 전대 시리즈의 각본에 관여하게 된다.

## 고레인저
고레인저(Goranger, ゴレンジャー 고렌자[*])는 이글 일본 구역 간토 지부의 특별 부대이다. 총사령관 에도가와 곤파치의 지휘 아래, 지구의 평화를 위해 악의 조직 흑십자군과 싸운다. 일본 구역의 대부분은 흑십자군의 집중 공격으로 궤멸되었지만, 각지 지부의 생존자들이 모여 레인저 훈련을 거쳐 흑십자군과 싸우기 위한 특별 부대로 편성되었다. 그들 5인이 착용하는, 이글이 개발한 특수강화복은 인간의 대뇌 중추를 자극시켜 그 잠재 능력을 비약적으로 높이지만, 착용할 때 순간적으로 고압 전류가 흐르기 때문에 그들과 같은 훈련을 받은 이들만 착용할 수 있다. 이후 고레인저의 슈츠 기술이 흑십자군에게 누설되자, 새로운 슈츠가 제작되었다. 고레인저의 정규 멤버는 "5명"이지만, 다이고로(大五郎)처럼 이글 내의 예비 멤버도 존재한다. 멤버들이 모인 다음의 대사는 "다섯 명이 모여, 고레인저!"(五人揃って、ゴレンジャー! 고닌 소롯테, 고렌자![*])이다.
- 카이조 츠요시 / 아카레인저 (국내명(파워레인저 캡틴포스): 강해성 / 레드레인저) (24세 (생일: 1951년 4월 4일))
  - 전용무기 - 레드 뷰트
- 신메이 아키라 / 아오레인저 (국내명(파워레인저 캡틴포스): 신 / 블루레인저) (25세 (생일: 1949년 9월 8일))
  - 전용무기 - 블루 체리
- 오이와 다이타 / 키레인저(1대) (국내명(파워레인저 캡틴포스): 타이다 / 옐로레인저(1대)) (23세 (생일: 1951년 7월 15일))
- 쿠마노 다이고로 / 키레인저(2대) (국내명(파워레인저 캡틴포스): 대웅 / 옐로레인저(2대)) (24세 (1952년 출생)) (1976년 죽음)
  - 전용무기 - YTC(옐로 트랜시버)
- 페기 마츠야마 / 모모레인저 (국내명(파워레인저 캡틴포스): 페기 / 핑크레인저) (18세 (생일: 1956년 12월 16일))
  - 전용무기 - 모모 미러
- 아스카 켄지 / 미도레인저 (국내명(파워레인저 캡틴포스): 켄 / 그린레인저) (17세 (생일: 1958년 3월 8일))
  - 전용무기 - 미도메랑

## 흑십자군
흑십자군(Black Cross Army, 黒十字軍 쿠로주지군[*])은 전 인류를 멸하고 지구를 자신들의 것으로 만들고자 하는 비밀결사이다. 흑십자총통의 의지가 절대시되는 집단이다. 거대한 규모의 군대로, 조직 결성 후 첨병으로서 황금가면(黄金仮面 오곤카멘[*]), 무사가면(武者仮面 무샤카멘[*]), 청동가면(青銅仮面 세이도카멘[*]), 비취가면(ヒスイ仮面 히스이카멘[*]), 독가스가면(毒ガス仮面 도쿠가스카멘[*]) 등 가면괴인(仮面怪人 카멘 카이진[*])들이 나타나 일본의 이글 지부를 궤멸시켰지만, 이들이 고레인저에게 모두 죽음을 당한 후에는 태양가면(日輪仮面 니치린카멘[*]), 철인가면 테무진 장군(鉄人仮面テムジン将軍 테츠진 카멘 테무진 쇼군[*]), 화산가면 마그만 장군(火の山仮面マグマン将軍 히노야마 카멘 마구마 쇼군[*]), 골든 가면 대장군(ゴールデン仮面大将軍 고루덴 카멘 다이쇼군[*])이 간부로 등장했다. 그러나 흑십자군은 흑십자총통이 고레인저와의 싸움에서 죽음을 당함과 함께 궤멸되었다.

## 에피소드
1. 붉은 태양! 무적의 고레인저 (真っ赤な太陽! 無敵のゴレンジャー 맛카나 타이요! 무테키노 고렌자[*])
2. 푸른 지구! 죽음의 사막화 계획 (青い地球! 死の砂漠化計画 아오이 치큐! 시노 사바쿠카 케이카쿠[*])
3. 대역습! 노란 회오리바람 (大逆襲! 黄色いつむじ風 다이갸쿠슈! 키이로이 츠무지카제[*])
4. 붉은 킥! 마이크로 대작전을 쳐부숴라 (紅のキック! 砕けミクロ大作戦 쿠레나이노 킷쿠! 쿠다케 미쿠로 다이사쿠센[*])
5. 초록색의 분노, 불사신 가스 인간 (みどり色の怒り 不死身ガス人間 미도리이로노 이카리 후지미 가스닌겐[*])
6. 붉은 수수께끼! 스파이 루트를 쫓아 바다로 (赤い謎! スパイルートを海に追え 아카이 나조! 스파이 루토오 우미니 오에[*])
7. 분홍색 달빛! 늑대 부대 (ピンクの月光! オオカミ部隊 핀쿠노 겟코! 오오카미 부타이[*])
8. 검은 공포! 살인적인 독 엄니 (黒い恐怖! 殺しの毒牙 쿠로이 쿄후! 코로시노 도쿠가[*])
9. 푸른 그림자, 바리불룬 비밀 전략 (青い影法師 バリブルーン秘密戦略 아오이 카게보시 바리부룬 히미츠 센랴쿠[*])
10. 붉은 풍선! 풍속 100m(赤い風船! 風速100メートル 아오이 후센! 후소쿠 햐쿠메토루[*])
11. 초록빛 전율! 귀 지옥으로부터의 탈출 (みどり色の戦慄! 耳地獄からの脱出 미도리이로노 센리츠! 미미지고쿠카라노 닷슈츠[*])
12. 은빛 초에너지! 초열지옥 (銀色の超エネルギー! 焦熱地獄 긴이로노 초에네루기! 쇼네츠지고쿠[*])
13. 분홍빛 비밀! 인간폭탄을 쓰러뜨려라 (ピンクの秘密! 人間爆弾を倒せ 핀쿠노 히미츠! 닌겐바쿠단오 타오세[*])
14. 붉은 관! 해골 저택의 불가사의 (赤い棺桶! ドクロ屋敷の怪 아카이 칸오케! 도쿠로 야시키노 카이[*])
15. 푸른 대요새! 힘껏 날뛰는 바리부룬 (青い大要塞! 大暴れるバリブルーン 아오이 다이요사이! 다이아바레루 바리부룬[*])
16. 흰색 괴기! 거울 속의 눈 (白い怪奇! 鏡の中の目 시로이 카이키! 카가미노 나카노 메[*])
17. 보랏빛 유원지! 악마의 무덤 (むらさき色の遊園地! 悪魔の墓場 무라사키이로노 유엔치! 아쿠마노 하카바[*])
18. 전율의 흑십자군! 비밀 작전으로 공격해라 (戦慄の黒十字軍! ㊙作戦で攻撃せよ 센리츠노 쿠로주지군! 히소사쿠센데 코게키세요[*])
19. 푸른 불꽃! 바다에 떠 있는 스파이 작전 (青い火花! 海に浮かぶスパイ戦線 아오이 히바나! 우미니 우카부 스파이 사쿠센[*])
20. 붉은 사투! 태양가면 대 아카레인저 (真っ赤な死闘! 日輪仮面対アカレンジャー맛카나 시토! 니치린카멘 타이 아카렌자)
21. 푸른 놀라움! 고대에서 온 괴비행선 (青い驚異! 古代から来た怪飛行船 아오이 쿄이! 코다이카라 키타 카이히코센[*])
22. 누런 공습! 아틀란티스의 악몽 (黄色い空襲! アトランティスの悪夢 키이로이 코슈! 아토란티스노 아쿠무[*])
23. 초록빛 공중전! 괴비행선의 최후 (みどりの空中戦! 怪飛行船の最期 미도리노 쿠추센! 카이히코센노 사이고[*])
24. 푸른 분노! 강력한 초록 부메랑의 대역습 (青い怒り! 強烈ミドメラン大逆襲 아오이 이카리! 쿄레츠 미도메란 다이갸쿠슈[*])
25. 붉은 도화선! 여덣 눈의 어뢰 공격 (真赤な導火線! 八ツ目の魚雷攻撃 맛카나 도카센! 얏츠메노 교라이 코게키[*])
26. 푸른 줄기의 란타나! 공포의 독약 박사 (青すじ七変化! 恐怖の毒薬博士 아오스지 시치헨카! 쿄후노 도쿠야쿠하카세[*])
27. 황색의 물체 Q! 고레인저 기지 SOS (黄色い物体Q! ゴレンジャー基地SOS 키이로이 붓타이 큐! 고렌자 키치 에스오에스[*])
28. 붉은 대분화! 지하 기지로 침입해라 (赤い大噴火! 地底基地に潜入せよ 아카이 다이분카! 치테이키지니 센뉴세요[*])
29. 붉은 추격! 수수께끼의 봉인 열차 (赤い追撃! なぞの封印列車 아카이 츠이게키! 나조노 후인렛샤[*])
30. 금빛 불기둥! 기뢰 (機雷) 연쇄대폭발 (金色の火柱! 機雷連続大爆発 콘이로노 히바시라! 키라이 렌조쿠다이바쿠하츠[*])
31. 검은 도전장! 분노해라, 다섯 개의 정의의 별 (黒い挑戦状! 怒れ五つの正義の星 쿠로이 초센조! 이카레 이츠츠노 세이기노 호시[*])
32. 푸른 열풍! 바리부룬 응답 없음 (青い熱風! バリブルーン応答なし 아오이 넷푸! 바리부룬 오토 나시[*])
33. 붉은 표적! 가짜 고레인저 출현 (赤い標的! にせものゴレンジャー出現 아카이 효테키! 니세모노 고렌자 슈츠겐[*])
34. 누런 스파이전! 보았는가, YTC의 위력 (黄色いスパイ戦! 見たかYTCの威力 키이로이 스파이센! 미타카 와이티시노 이료쿠[*])
35. 검은 대괴조! 곤돌라 전투폭격대 (黒い大怪鳥! コンドラー戦斗爆撃隊 쿠로이 다이카이초! 곤도라 센토바쿠게키타이[*])
36. 붉은 맹진격! 움직이는 요새, 무적전함 (真赤な猛進撃! 動く要塞無敵戦艦 맛카나 모신게키! 우고쿠 요사이 무테키센칸[*])
37. 새하얀 섬광! 흑십자 총통의 정체 (真白い閃光! 黒十字総統の正体 맛시로이 센코! 쿠로주지 소토노 쇼타이[*])
38. 푸른 낭떠러지! 악마의 해적의 보물찾기 (青い断崖! 悪魔の海賊宝さがし 아오이 단가이! 아쿠마노 카이조쿠 타카라사가시[*])
39. 붉은 동해! 괴운석의 초능력 (真赤な日本海! 怪隕石の超能力 맛카나 니혼카이! 가이인세키노 초노료쿠[*])
40. 붉은 복수귀! 지옥의 모모레인저 (紅の復讐鬼! 地獄のモモレンジャー 쿠레나이노 후쿠슈키! 지고쿠노 모모렌자[*])
41. 검은 대역전! 돗토리 사구 공방전 (黒い大逆転! 鳥取砂丘の攻防戦 쿠로이 다이갸쿠텐! 톳토리 사큐노 코보센[*])
42. 검은 철인 죽다! 잘 가거라, 바리부룬 (黒の鉄人死す! さらばバリブルーン 쿠로이 테츠진 시스! 사라바 바리부룬[*])
43. 붉은 불사조! 무적의 바리드린 등장 (真赤な不死鳥! 無敵バリドリーン登場 맛카나 후시초! 무테키 바리도린 토조[*])
44. 푸른 만능전차! 바리탱크 발진 (青い万能戦車! バリタンク発進 아오이 만노센샤! 바리탄쿠 핫신[*])
45. 암흑의 칼상어! 바다의 살인자, 습격하다 (暗黒の剣鮫! 海の殺し屋襲来 안코쿠노 츠루기사메! 우미노 코로시야 슈라이[*])
46. 검은 초특급! 기관사가면 대폭주 (黒い超特急! 機関車仮面大暴走 쿠로이 초톳큐! 키칸샤카멘 다이보소[*])
47. 붉은 대역습! 분노하는 고레인저 (赤い大逆襲! 怒りのゴレンジャー 아카이 다이갸쿠슈! 이카리노 고렌자[*])
48. 검은 보급기지! 위기일발의 유원지 (黒い補給基地! 遊園地危機一髪 쿠로이 호큐키치! 유엔치 키키잇파츠[*])
49. 초록빛 대탈주! 만자(卍字)의 트릭플레이 (みどりの大脱走! 卍のトリックプレイ 미도리노 다이닷소! 만지노 토릿쿠푸레이[*])
50. 푸른 날개의 비밀! 위기의 바리드린 (青い翼の秘密! 危うしバリドリーン 아오이 츠바사노 히미츠! 아야우시 바리도린[*])
51. 푸른색의 가짜패 만들기! 석양의 총잡이 (青いニセ札づくり! 夕陽のガンマン 아오이 니세사츠즈쿠리! 세키요노 간만[*])
52. 분홍빛 전화귀! 살인 다이얼 (ピンクの電話鬼! 殺しのダイヤル 핀쿠노 덴와 오니! 코로시노 다이야루[*])
53. 붉은 홈런왕! 필살의 등번호 1 (赤いホームラン王! 必殺の背番号1 아카이 호무란오! 힛사츠노 세반고 이치[*])
54. 붉은 도전! 불의 산 최후의 대분화 (真赤な挑戦! 火の山最期の大噴火 맛카나 사쿠센! 히노야마 사이고노 다이분카[*])
55. 색깔의 대장군! 투탕카멘의 저주 (色の大将軍! ツタンカーメンの呪い 이로노 다이쇼군! 츠탄카멘노 노로이[*])
56. 푸른 여름 휴가! 악마의 살인해안 (青い夏休み! 魔の殺人海岸 아오이 나츠야스미! 마노 사츠진카이간[*])
57. 검은 포위망! 다섯 얼굴의 페기 (黒い包囲網! 五つの顔のペギー 쿠로이 호이아미! 이츠츠노 카오노 페기[*])
58. 붉은 야망! 총통 각하의 황금성 (真赤な野望! 総統閣下の黄金城 맛카나 야보! 소토캇카노 오곤시로[*])
59. 붉은 남국! 수수께끼의 황금빛 대작전 (真赤な南国! 謎のゴールド大作戦 맛카나 난코쿠! 나조노 고루도 다이사쿠센[*])
60. 푸른 세토 내해! 떠오른 비밀 요새 섬 (青い瀬戸内海! 浮かぶ秘密要塞島 아오이 세토 나이카이! 우카부 히미츠요사이시마[*])
61. 살구빛 KO 펀치! 엔드 볼 게임 (桃色のKOパンチ! エンドボール勝負 모모이로노 케이오 판치! 엔도보루 쇼부[*])
62. 흰색 괴기! 사신관의 함정 (白い怪奇! 死神館の罠 시로이 카이키! 시니가미칸노 와나[*])
63. 검은 전광석화! 날아오르는 대포 (黒い電光石火! 飛び出す大砲 쿠로이 덴코셋카! 토비다스 타이호[*])
64. 푸른 UFO!! 우주군단의 대습격 (青いUFO!! 宇宙軍団大襲来 아오이 유호!! 우추군단 다이슈라이[*])
65. 붉은 결사대!! 흑십자성으로 쳐들어가다 (真赤な決死隊!! 殴りこみ黒十字城 맛카나 켓시타이!! 나구리코미 쿠로주지조[*])
66. 붉은 인질교환!! 배틀러 대습격 (赤い人質交換!! バットラー大襲撃 아카이 히토지치코칸!! 밧토라 다이슈게키[*])
67. 붉은 특공!! 키레인저, 석양 앞에서 죽다 (真赤な特攻!! キレンジャー夕陽に死す 맛카나 톳코!! 키렌자 세키요니 시스[*])
68. 핑크의 반란!! 바늘, 바늘, 바늘의 대공격 ({{lang|ja|ピンクの反乱!! 針・針・針の大攻撃}|핀쿠노 한란!! 하리-하리-하리노 다이코게키})
69. 다섯 색의 신병기!! 바리큔 발진! (五色新兵器!! バリキューン発進 고시키 신헤이키!! 바리큔 핫신![*])
70. 푸른 역습!! 우주특급을 세워라 (青い逆襲!! 宇宙特急をストップせよ 아오이 갸쿠슈!! 우추톳큐오 스톳푸세요[*])
71. 붉은 대작전!! 지구 이동 계획 (真赤な大決戦!! 地球移動計画 맛카나 다이사쿠센!! 치큐이도케이카쿠[*])
72. 푸른 기밀!! 해체된 바리드린 (青い機密!! 解体されたバリドリーン 아오이 키미츠!! 카이타이사레타 바리도린[*])
73. 검은 회오리바람!! 승부다! 일직선 (黒いつむじ風!! 勝負だ! 一直線 쿠로이 츠무지카제!! 쇼부다! 잇초쿠센[*])
74. 푸른 대한파!! 지구 빙하화 작전 (青い大寒波!! 地球氷づけ作戦 아오이 다이칸나미!! 치큐코오리즈케 사쿠센[*])
75. 붉은 화염지옥!! 스토브가면의 음모 (真赤な火炎地獄!! ストーブ仮面の陰謀 맛카나 카엔지고쿠!! 스토브카멘노 인보[*])
76. 붉은 잠입!! 그대는 카이조 츠요시를 보았는가? (真赤な潜入!! 君は海城剛を見たか? 맛카나 센뉴! 키미와 카이조 츠요시오 미타카?[*])
77. 검은 공포!! 흡혈뱀 여인 (黒い恐怖!! 吸血ヘビ女 쿠로이 쿄후! 큐케츠 헤비온나[*])
78. 검은 방해전파!! 원시의 외침 (黒い妨害電波!! 原始の雄叫び 쿠로이 호가이덴파!! 겐시노 오타케비[*])
79. 붉은 추적!! 모습없는 암살자의 정체 (真赤な追跡!! 姿なき暗殺者の正体 맛카나 츠이세키! 스가타나키 안사츠샤노 쇼타이[*])
80. 붉은 적진 횡단!! 희망으로의 탈출 (真赤な敵中横断!! 希望への脱出 맛카나 테키추오단!! 키보에노 닷슈츠[*])
81. 검은 의혹!! 살인 스파이의 함정 (黒い疑惑!! 殺人スパイの罠 쿠로이 기와쿠!! 사츠진 스파이노 와나[*])
82. 검은 마술사!! 인형관의 불가사의?! (黒い魔術師!! 人形館の怪?! 쿠로이 마주츠시!! 닌교칸노 카이?![*])
83. 귤빛 첫사랑! 울부짖는 대도시 (オレンジ色の初恋!! 吼える大都会 오렌지이로노 하츠코이!! 호에루 다이토카이[*])
84. 붉은 대승리! 영원히 빛나라, 다섯 개의 별 (真赤な大勝利!! 永久に輝け五つ星 맛카나 다이쇼리!! 에이큐니 카가야케 이츠츠 호시[*])

## 관련 작품
- 《재커 전격대 vs. 고레인저》
- 《고카이저 고세이저 슈퍼 전대 199 히어로 대결전》
  - 슈퍼 전대 시리즈 35주년 작품의 방영을 기념하여 제작된 영화로, 아카레인저/카이조 츠요시를 연기한 마코토 나오야, 그리고 고레인저와 바리부룬이 등장한다. 2011년 6월 11일 개봉된다.[8]

## 캐스트
- 카이조 츠요시 - 마코토 나오야-신성호
- 신메이 아키라 - 미야우치 히로시
- 오오이와 다이타 - 하타케야마 바쿠
- 쿠마노 다이고로 - 다루마 지로
- 페기 마츠야마 - 고마키 리사
- 아스카 켄지 - 이토 유키오
- 에도가와 곤파치 - 다카하라 도시오
- 카토 요코 - 가누마 에리
- 하야시 토모코 - 시마 이즈미 (시라카와 에미) → 나이토 미도리
- 나카무라 하루코 - 모토다 미키
- 카토 타로 - 고누마 히로유키
- 흑십자총통 - 안도 미쓰오 (1화 ~ 55화), 야나 노부오 (54화 ~ 84화)

### 목소리 출연
- 태양가면 - 마스오카 히로시
- 철인가면 테무진 장군 - 이이즈카 쇼조
- 화산가면 마그만 장군 - 요다 에이스케 (42화 ~ 44화), 이이즈카 쇼조 (45화 ~ 54화)
- 황금가면 대장군 - 이이즈카 쇼조
- 곤 - 교다 나오코
- 나레이션 - 다나카 노부오 (1화 ~ 14화), 오히라 도루 (15화 ~ 84화)

### 슈트 배우
66화까지는 오노 검우회 회원들이 슈트 연기를 맡았다.
오노 검우회 (1화 ~ 66화)
- 아카레인저, 태양가면, 화산가면 마그만 장군 - 니보리 가즈오[10]
- 아오레인저, 철인가면 테무진 장군, 기관차 가면 - 나카야시키 데쓰야
- 아오레인저 - 가와라사키 히로오
- 키레인저, 가면괴인 - 마에다 나오타카
- 키레인저 - 아마노 마사노리, 다나카 고자부로
- 모모레인저 - 나이토 미도리, 기요다 마키, 구리하라 료조
- 모모레인저, 가면괴인 - 우에다 고지, 오사와 아키하루
- 미도레인저, 아카레인저, 아오레인저 - 나카무라 분야
- 태양가면, 그 밖의 가면괴인들 - 하시모토 하루히코

67화 이후에는 재팬 액션 엔터프라이즈가 액션을 담당했다.
재팬 액션 엔터프라이즈 (67화 ~ 84화)
- 아카레인저 - 오오바 켄지 (다카하시 겐지)[11][12]
- 오카모토 요시노리
- 아오레인저 - 마스다 데쓰오[12]
- 키레인저 - 다테베 유타카[12]
- 모모레인저 - 요코야마 미노루[12]
- 미도레인저 - 무라카미 준[12]

## 시청률
- 1회 시청률 : 15.2%
- 최고 시청률 : 22.3% (제41화)
- 평균 시청률 : 16.1%

비디오 리서치 조사, 관동지구. 2011년 기준으로 슈퍼 전대 시리즈 시청률로는 역사상 최고 기록이다.

## 같이 보기
- 이시노모리 쇼타로 - 《비밀전대 고레인저》와 《재커 전격대》의 원작자이다.
- 슈퍼 전대 시리즈
  - 《미래전대 타임레인저》- 마지막화에 고레인저가 출현한다.
  - 《백수전대 가오레인저》 - 25번째 기념 작품
  - 《굉굉전대 보우켄저》 - 30번째 기념 작품
  - 《해적전대 고카이저》- 35번째 기념 작품
  - 《동물전대 주오저》- 40번째 기념 작품
- 가면라이더 시리즈 - 이시노모리 쇼타로가 원작인 또 다른 특촬물이다.

| 이전 - | 제1대 슈퍼 전대 시리즈 1975년 4월 5일 ~ 1977년 3월 26일 | 다음 재커 전격대 |